# Bojan Marković
Bojan Marković (Sârbă chirilică: Бојан Марковић; n. 12 noiembrie 1985, Zenica) este un fotbalist bosniac, care evoluează pe postul de fundaș central la clubul din țara sa natală, Slavia Sarajevo.